# Problema socrático

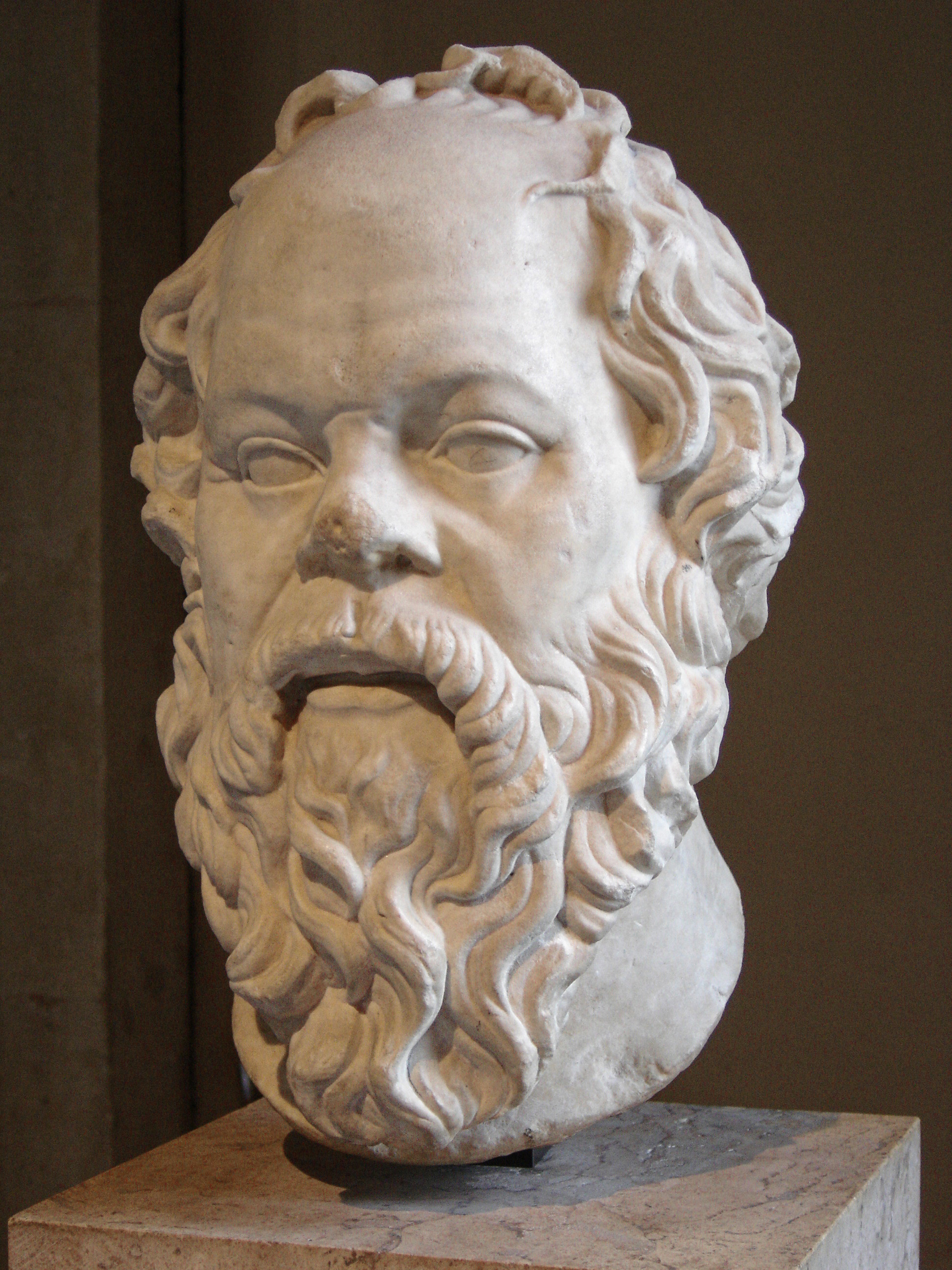
Sócrates.

El problema socrático (también conocida como cuestión socrática) se refiere a los intentos de reconstruir una imagen histórica y filosófica de Sócrates a partir de la naturaleza variable, y a veces contradictoria, de las fuentes existentes sobre su vida. Los académicos se basan en las fuentes existentes, como las de contemporáneos como Aristófanes o discípulos de Sócrates como Platón y Jenofonte, para saber algo sobre Sócrates. Sin embargo, estas fuentes contienen detalles contradictorios sobre su vida, sus palabras y sus creencias cuando se toman en conjunto. Esto complica los intentos de reconstruir las creencias y puntos de vista filosóficos del Sócrates histórico. Los estudiosos consideran que este problema es ahora una tarea que parece imposible de aclarar y, por lo tanto, tal vez se clasifique como irresoluble.
Sócrates fue el personaje principal de la mayoría de los diálogos de Platón y fue una figura histórica genuina. Se entiende que en los diálogos posteriores Platón utilizó el personaje de Sócrates para dar voz a puntos de vista que eran suyos. Además de Platón, existen otras tres fuentes importantes para el estudio de Sócrates: Aristófanes, Aristóteles y Jenofonte. Dado que no han sobrevivido escritos extensos del propio Sócrates hasta la era moderna, sus puntos de vista reales deben discernirse a partir de los informes, a veces contradictorios, de estas cuatro fuentes. Las principales fuentes del Sócrates histórico son los diálogos socráticos, que son informes de conversaciones en las que aparentemente participó Sócrates. La mayor parte de la información se encuentra en las obras de Platón y Jenofonte.
También existen cuatro fuentes en estado fragmentario: Esquines de Esfeto, Antístenes, Euclides de Megara y Fedón de Elis. Además, existen dos comentarios satíricos sobre Sócrates. Uno es la comedia de Aristófanes Las nubes, que ataca con humor a Sócrates. El otro son dos fragmentos de los Silloi del filósofo pirrónico Timón el Silógrafo,  que satirizan a los filósofos dogmáticos.

## Análisis académico
El problema socrático procede de la incapacidad de determinar en los escritos de Platón qué es una transcripción veraz del pensamiento de Sócrates y distinguirlo del pensamiento del propio Platón, que utiliza la figura de Sócrates como herramienta literaria para expresarlo. A este a menudo se atribuye la creación de la filosofía occidental y fue condenado a muerte por los demócratas atenienses en mayo del año 399 a. C. Fue el maestro y mentor de Platón; que como muchos de sus contemporáneos, escribió diálogos literarios sobre su maestro.
La mayoría de lo que se conoce sobre Sócrates, procede de las obras de Platón; sin embargo, suele considerarse que muy pocos de los diálogos de Platón son trascripciones de verdaderas conversaciones o representaciones del pensamiento de Sócrates. Muchos de los diálogos parecen utilizar a Sócrates para expresar el pensamiento de Platón, y ocasionalmente surgen inconsistencias entre Platón y otras fuentes sobre Sócrates. Debido a la evolución aparente del pensamiento de Platón durante su vida, a menudo se considera que los diálogos muestran cada vez más el pensamiento de Platón con el paso del tiempo. Sin embargo, no existe un acuerdo claro sobre qué elementos de los diálogos de Platón son representativos del pensamiento de Sócrates.
Karl Popper trata el problema socrático en su primer libro de La sociedad abierta y sus enemigos.
Friedrich Schleiermacher, un erudito clásico alemán, intentó resolver el "Problema socrático". Schleiermacher afirma que dos diálogos de Platón: Apología y Critón son puramente socráticos, es decir, que representan con bastante veracidad a Sócrates, y que no contienen elementos platónicos. Schleiermacher considera que las demás obras aceptadas de Platón expresan pensamiento platónico. La consistencia de este sistema está vinculada a tres fases del desarrollo de la obra de Platón:
1. Obras de fundación, que culminan en Parménides.
2. Obras de transición, que culminan en dos clases de diálogo, la primera consistente en Los Sofistas, El hombre de Estado y El Simposio y la segunda clase que consistiría en Fedón y Filebo.
3. Obras constructivas: La República, Timeo y Las leyes.

Tanto la teoría de Schleiermacher como su cronología de la obra de Platón resultan bastante controvertidas. Desde el punto de vista de Schleiermacher, el personaje de Sócrates evoluciona con el tiempo partiendo de la figura del "Extraño" en la obra de Platón, constituyendo una función crítica en el desarrollo de la misma, apareciendo como el "Extraño Elético" de Los Sofistas y en El Hombre de Estado, y el "Extraño Mantineo" en el Simposio. El Extraño Ateniense es el personaje principal de Las Leyes de Platón. Además, según Schleiermacher esta figura evoluciona siguiendo una progresión Sofista-Hombre de Estado-Filósofo, apareciendo este último estado en los diálogos de El Simposio y Fedón, que muestran a Sócrates como el filósofo por excelencia en vida y en la muerte. De esta forma la tríada de la figura se completa, aunque el Filósofo parece estar dividido dialécticamente entre una parte del "Extraño" y otra parte de "Sócrates", que no es llamada el Filósofo, sino que se deja intuir a la mente del lector. Schleiermacher considera que el verdadero problema socrático es comprender la diferencia dialéctica entre la figura del "Extraño" y "Sócrates".